# 溫泉縣 (阿肯色州)
溫泉县（英語：Hot Spring County）是美國阿肯色州西部的一個縣。面積1,611km²。根據美國2000年人口普查，共有人口30,353人。縣治馬耳威恩（Malvern）。
成立於1829年11月2日。縣名指的是位於原來屬於本縣的溫泉城的溫泉。當地是一個禁酒的縣。